# Condalia ericoides
Condalia ericoides är en brakvedsväxtart som först beskrevs av Asa Gray, och fick sitt nu gällande namn av Marshall Conring Johnston. Condalia ericoides ingår i släktet Condalia och familjen brakvedsväxter. Inga underarter finns listade i Catalogue of Life.